# 革命小组 (德国)
革命小组（德語： Revolutionäre Zellen，RZ ），1973年至1975年间活跃于德国的城市游击队。西德内务部将其称为“八十年代初德国最危险的左翼恐怖组织之一”。据德国联邦檢察官办公室称，其应为186起袭击事件负责，其中40起发生在西柏林。
革命小组因与解放巴勒斯坦人民阵线合作将一法航航班劫持往乌干达恩德培机场而闻名。在那里参与劫机事件的其成员获得了短暂的庇护权，直到被以色列國防軍突击队于恩德培行动中击毙。

## 组织历史

### 恐怖活动
革命小组由70年代早期相互独立的激进组织及个人组成，例如“自治运动”及女性主义者“罗特·左拉”。
在法航劫机事件中，两名革命小组的成员，其创立者，威尔弗雷德·博思与布里吉特·库尔曼被赶来的以色列國防軍突击队击毙。博思之友，约翰尼斯·魏里希，其也是革命小组的创立成员，与其女朋友|女友马歌达勒纳·科普一起离开了组织转而为豺狼卡洛斯工作。
在法航劫机事件之前，革命小组的成员参加了ITT公司在柏林及纽伦堡的总部，及卡尔斯鲁厄德国联邦法院爆炸案。其成员汉斯-约阿希姆·克莱因与卡洛斯及加布里埃勒·克罗彻·铁德曼参加了1975年12月对欧佩克在維也納召开的会议的袭击。
1981年6月，革命小组用炸弹袭击了美国陆军第五军在法兰克福的总部及在盖尔恩豪森，班贝格及哈瑙的军官俱樂部。在美国总统里根于1982年访问德国时，革命小组宣布为在其抵达不久前发生的为数众多的爆炸案负责。联邦法院检察官库尔特·雷布曼称在2008年12月上旬革命小组宣布为约30起当年发生的袭击负责。

### 解散
伴随着兩德統一及其后的苏联解体，革命小组失去了其仍在极左翼分子中获得的秘密支持。在一本于1991年12月出版的宣传册中，革命小组对其1970-1980年代反帝國主義及反錫安主義的活动进行了批判性回顾，尤其是在被狂热冲昏头脑的劫机事件中其对犹太人和非犹太人乘客的区别对待。
恩德培劫机事件中明显的反犹太主义已成为革命小组内部长期争论的焦点，其中革命成员之一汉斯-约阿希姆·克莱最终因其离开了组织。 1977年，克莱因向《明镜周刊》寄去一封信和一支枪，宣布其脱离革命小组。
克莱因还指控，革命小组计划暗杀德国犹太人中央委员会主席海因茨·加林斯基。
克莱因躲藏于法国诺曼底，但仍于 1998 年被逮捕。审判时的证人之一是他的前朋友、前德国外交部长约施卡·菲舍尔。在一些说法中，费舍尔离开极左派是由于恩德培事件。  